# Фьямметта
Фьямметта, Фьяметта, устар. Фиаметта (итал. Fiammetta, «огонёк») (ок. 1310 — между 1350—1355 гг.) — псевдоним, которым итальянский писатель Джованни Боккаччо именует в ряде произведений, в том числе в одноимённой повести, свою возлюбленную. Как считается с XIX века, её настоящее имя Мария д’Аквино, тем не менее, до сих пор не доказано, была ли Фьямметта вымышленным персонажем, результатом литературной традиции (таким тропом её образ начали считать с 1930-1940-х гг.), или реальным человеком.

## Фьямметта в произведениях Боккаччо

### История знакомства и отношений
Боккаччо в своих произведениях подробно рассказывает о своей любви к Фьямметте, хотя меру поэтического преувеличения установить нельзя. Он пишет, что первый раз образ возлюбленной явился к нему в видении, когда он, 15-летний, подъезжал к Неаполю (согласно «Амето», где Боккаччо себя выводит под псевдонимом Калеоне). Исследователи предполагают, что писатель облёк тут в поэтический образ действительную встречу с ней. К воспоминаниям о первой встрече с дамой он будет возвращаться неоднократно (в «Филоколо» (I, 4-6), «Филострато» (I, 17-30), «Фьямметта», «Амето» и «Любовном видении»). Затем на шесть лет (по другим указаниям, 7 лет и 4 месяца) он потерял её из виду и любил других женщин, но, наконец, состоялось знакомство, незадолго до которого Фьямметта опять явилась ему в видении.

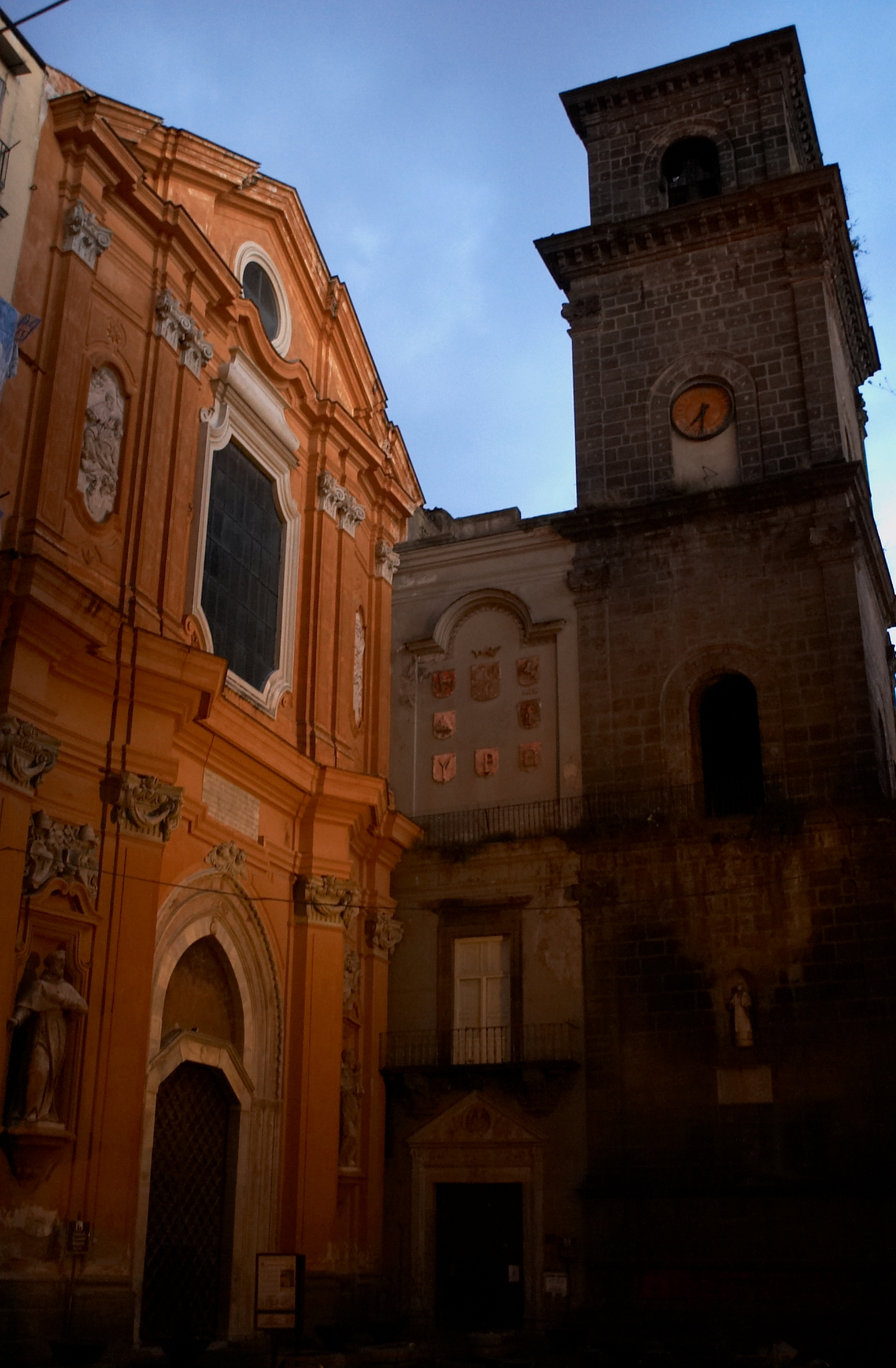
Церковь Святого Лаврентия, Неаполь

Встреча лицом к лицу произошла в церкви Св. Лаврентия в Страстную субботу, как считается, 12 апреля 1338 года, или немногим ранее. В церкви Фьямметта была одета в чёрное, а через несколько дней в церкви монастыря св. Михаила в Байи они встретились опять, и она была одета в зелёное. Он вступил с ней в разговор. Беседа шла о легенде о любви Флорио и Бьянкофьоре, и Фьямметта предложила Боккаччо написать историю этой любви. За то время, как Фьямметта уехала на лето из Неаполя в Саннио, он написал на эту тему свой роман «Филоколо». После этой встречи Боккаччо познакомился с мужем Фьяметты, подружился с ним и сделался частым гостем у них в доме. История встречи в церкви имеет прямые параллели с более ранними и равно знаменитыми историями знакомства Данте с Беатриче и Петрарки с Лаурой — то есть является типичной любовной историей эпохи dolce stil nuovo. При этом Боккаччо считал любовную историю Петрарки и Лауры выдуманной.
Её ланиты — розы, кудри — злато,

и огненный над ними ореол,

что в облачко внезапно перешел,

сверкавшее, как не сверкает злато.

И, словно жемчуг, что оправлен в злато,

казалось, ангел в облачко вошел

и крылья белоснежные развел,

покрыт сапфирами, одетый в злато.

И за мою Фьямметту был я рад,

затем что, как нетрудно догадаться,

была мадонна к богу на пути,

а я остался, мукою объят,

здесь, весь в слезах, чтобы конца дождаться

и в край блаженных душ за ней взойти.
В отличие от Лауры и Беатриче, любовь Боккаччо к Фьямметте имела более земной и даже чувственный оттенок, но точно сказать о характере взаимоотношений между поэтом и музой нельзя. Сведения в его произведениях постоянно противоречат друг другу. Но судя по тому, что в своих сонетах Боккаччо жалуется на холодность своей возлюбленной, называет её мрамором, не согретым лучом любви, упрекает её в том, что ей гораздо дороже её честь, чем его любовь, и даже в пылу гнева высказывает желание видеть её состарившейся и подурневшей, следует предположить, что Фьямметта не позволяла ему переходить границ дозволенного. У пылкого Боккаччо, трое внебрачных детей которого от разных матерей известны по именам, такая ситуация действительно вызывала сильные эмоции. Исследователи предполагают, что если у них и была любовная связь, то только после написания «Филоколо», длиться же она могла около двух лет и закончиться летом 1338 или в 1339 году; вслед за этим Фьямметта оставила его ради другого возлюбленного. Начало плотских отношений, судя по намёкам в тексте Боккаччо, могло иметь место, когда муж Фьямметты уехал из города, а безумный влюблённый прокрался к ней в дом, но установить, какова доля истины в этих намёках, не представляется возможным.
После разрыва — любовников ли, платонических возлюбленных ли, — который в любом случае был для него очень болезненным, Боккаччо пишет произведения, в которых пытается избыть свою страсть, и выводит в них пока ещё любимую женщину; затем же он успокаивается и продолжает использовать её образ как более мирное и сладкое воспоминание.
Дату смерти Фьямметты вычисляют по произведениям Боккаччо: когда он писал «Декамерон», то есть около 1350 года, она, вероятно, была ещё жива (некоторые предполагают, что она могла погибнуть во время чумы 1348 года, описанной в сборнике новелл «Декамерон», но тогда бы её образ в этой книге нёс бы совсем другие интонации), а в 1355 году Боккаччо уже подпал под влияние другой неудачной любви, вызвавшей его сатиру «Корбаччо».
Мысли и любовь к усопшей он, тем не менее, сохранял до конца своих дней: так, незадолго до смерти, в 1374 году он написал по поводу известия о смерти Петрарки сонет (№CXXVI), в котором, обращаясь к Петрарке, говорит, что тот ушёл туда, куда надеется вознестись всякая избранная Богом душа, туда, где находятся Лаура, Фьямметта, Данте, и просит Петрарку скорее призвать и его к себе — для того, чтобы он мог увидать снова ту, которая некогда воспламенила в нём любовь.

### Личность Фьямметты
Судя по тем произведениям, которые посвящал ей Боккаччо, была прекрасно образована и интересовалась литературой. Согласно его словам, она на три года старше его, отличается необыкновенной красотой:
Вьющиеся, длинные и золотистые волосы Фьямметты падали на белые, нежные плечи, кругленькое личико сияло настоящим цветом белых лилий и алых роз, смешанных вместе; глаза — как у ясного сокола, рот маленький, с губками, точно рубины. («Декамерон», IV день)

### Список произведений

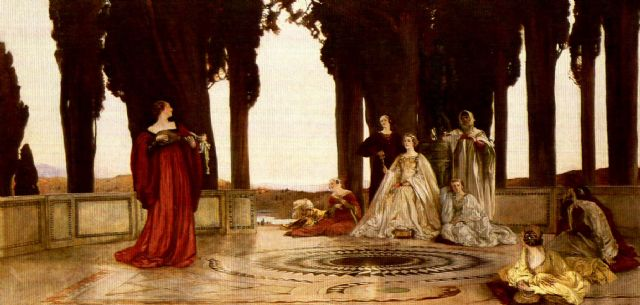
Эдвин Остин Эбби. «Фьямметта поет»

- По её заказу написан «Филоколо» (ок. 1336—1338)
- Ей посвящены «Тезеида» (ок. 1339—1341) и «Филострато» (ок. 1335-40). В «Тезеиде» его возлюбленная выведена под именем Хрисеида
- Персонаж фигурирует в «Амето» (1341—1342): нимфы рассказами перевоспитывают пастуха, одна из них носит имя Фьяметты и персонифицирует Надежду.
- «Любовное видение» (начало 1340-х) — поэт описывает своё блуждание-сон, в финале встречается со своей возлюбленной, названной Лучия. Поэма посвящена даме Марии.
- Главный действующий персонаж повести «Фьямметта» / «Элегия мадонны Фьямметты» («L’amorosa Fiammetta», 1343)
- «Фьезоланские нимфы» (1345). Намек на любовное увлечение поэта в первой октаве.
- Сборник новелл «Декамерон» (1350-е) — одна из дам, рассказывающих новеллы; также она выведена поющей. (Ей принадлежат следующие новеллы: I, 5; II, 5; III, 6; IV, 1; V, 9; VI, 6; VII, 5; VIII, 6; IX, 5; X, 6).
- «Канцоньере» — его стихи; исследователи предполагают, что она основная, или даже единственная их вдохновительница[11], хотя по имени она названа лишь в четырёх сонетах (№ XLV, XCVII, CII, CXXVI[8], ряд из них посмертные) и ещё одной пьесе.

### Повесть «Фьямметта» и эволюция образа в творчестве писателя

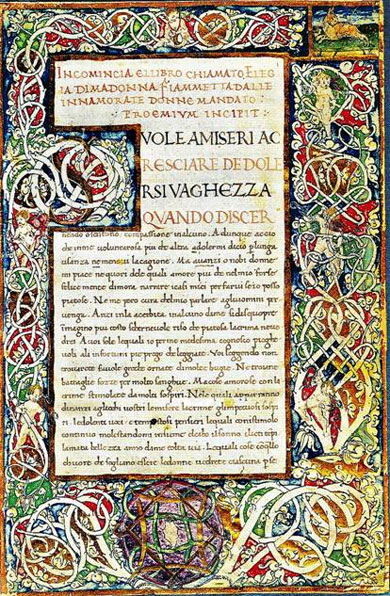
Ренессансная страница манускрипта «Elegia di Madonna Fiammetta»

«Фьямметта» — первый любовно-психологический роман в мировой литературе. Рассказчицей в повести выступает женщина, выведенная под именем Фьямметта. Она рассказывает о том, как была счастлива и замужем; вдруг ей снится страшный сон, будто она укушена змеёй. На следующий день она влюбляется, в первый раз в жизни по-настоящему, в юношу по имени Панфило. Вскоре старик-отец просит Панфило приехать к нему во Флоренцию. Он уезжает, но обещает своей возлюбленной вернуться. Она его преданно ждёт, мысленно подолгу с ним беседуя. Он не возвращается в положенный срок; Фьямметта узнаёт у краснеющей монахини, что Панфило женился. Фьямметта с разбитым сердцем, её здоровье ухудшается. Через год после отъезда Панфило из Флоренции возвращается слуга Фьямметты, который рассказывает, что женился вовсе не Панфило, а его отец. Панфило же влюбился в одну из флорентийских красавиц. Она хочет броситься с башни, но её останавливает кормилица. В конце Фьямметта сравнивает свои бедствия с таковыми же многих женщин древности и доказывает, что её были более тягостные.
Хотя рассказчиком романа является женщина, роман написан от первого лица, и автором его является мужчина: брошенный настоящей Фьямметтой Боккаччо «переворачивает» ситуацию и описывает душевные страдания покинутого влюблённого. А то, что повесть ведётся от лица женщины, позволяет ему не скрывать непозволительную порой слабость. На русском языке издана в 1913 году в переводе Михаила Кузмина.
Исследователи творчества Боккаччо пишут, что свою возлюбленную покинутый Боккаччо никогда не забывал, «но с созданием „Элегии мадонны Фьямметты“ для него она превращается в литературный персонаж, что, между прочим, несомненно помогло поэту залечить свою любовную рану. Известное замечание А. Н. Веселовского (Фьямметта — литературное переживание психологического момента, который перестал тревожить сердце, но продолжает занимать воображение) правильно лишь отчасти, — в исповеди Фьямметты ещё очень много неподдельной боли самого Боккаччо. Лишь позже — в „Нимфах“ и „Декамероне“ — эта боль стихает».

## Мария д’Аквино

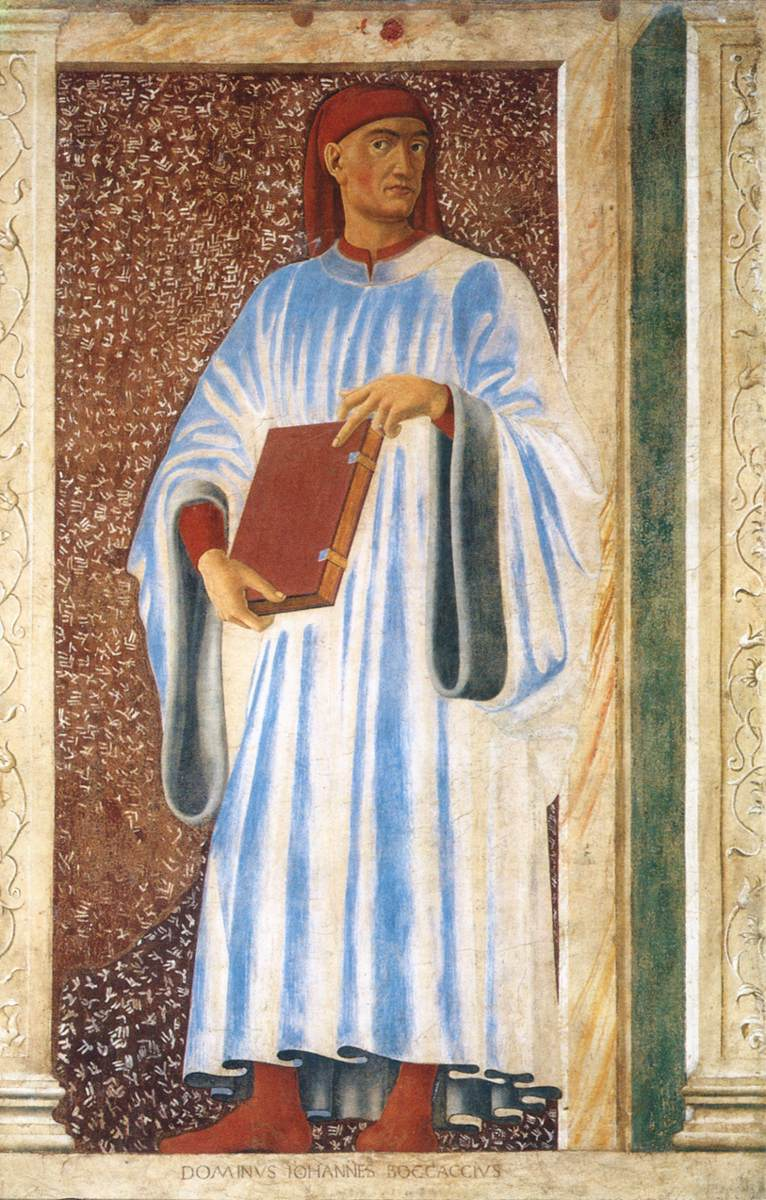
Андреа дель Кастаньо. Фреска с портретом Боккаччо на вилле Кардуччи, ок. 1450

То, что настоящим именем Фьямметты является «Мария», угадывается по нескольким указаниям. В «Филоколо» (I,4) герой говорит о том, что его возлюбленная носит имя той, от которой пришло спасение мира. Другой псевдоним, которым награждает автор свою возлюбленную — Alleritam — является анаграммой имени Mariella, неаполитанской формы имени «Мария». В «Любовном видении» он различными экивоками указывает имя «Мария», а кроме того, пишет, что она принадлежит к роду святого Фомы Аквинского (который был сыном графа Ландульфа Аквинского); таким образом, если имя «Мария» устанавливается достаточно достоверно, принадлежность к роду графов Аквинских имеет меньше указаний-подсказок.
С XIX века традиционно предполагается, что под псевдонимом Фьямметты выведена женщина, чьим именем, таким образом, оказывается «Мария д’Аквино» (Maria d’Aquino; Maria dei Conti d' Aquino) — внебрачная дочь короля Неаполя Роберта Анжуйского (1277—1343) и, возможно, придворная дама при его дворе и дворе следующего монарха — внучки Роберта Джованны Неаполитанской. Как считается, её мать была супругой графа Аквинского, и эту же фамилию носила и родившаяся девочка.
Представители этой династии соответствующего хронологического периода могут являться её семьёй. Это графиня Аквинская, вероятная мать Марии — провансальская дама Сибилла Сабран (Sibilla Sabran), которая была замужем за графом Томмазо III Аквинским (Tommaso III di Aquino) (с тем же успехом к роду Аквинатов мог принадлежать не её отец-отчим, как считается общепринятым, а мать или даже муж).
Никакой дополнительной информации, кроме текстов Боккаччо, о биографии его музы нет. Обстоятельства рождения Марии интерполируются из событий жизни Фьямметты, о которых Боккаччо пишет в «Амето» (XXXV). Там повествуется о том, что вскоре после праздника, последовавшего за неким праздником, видимо коронацией Роберта (которого она называет именем царя из античной мифологии — «Мидасом»), монарх начал оказывать матери Фьямметты пристальное внимание, которое вскоре, видимо, увенчалось изнасилованием королём этой женщины: она «…против воли досталась ему в обладание. Утолив его вожделение, она получила просимое и, видя, что все осталось в тайне, умолчала о совершённом насилии. Если бы всё это не привело к моему рождению, я бы, конечно, сказала, что она согрешила, не последовав примеру Лукреции». В другом фрагменте того же текста Фьямметта добавляет, что о её происхождении мать ей рассказала в детстве; что мать жила в доме мужа в тот момент, когда король её соблазнил, и она не уверена, кто именно является отцом ребёнка, муж или король. В «Филоколо» Боккаччо пишет, что возлюбленная старше его на три года, и, действительно, Роберт был коронован в 1309 году.
Мать Фьямметты рано умерла, её муж вскоре последовал за ней, отдав перед тем девочку в монастырь послушницей в Байи, где, как Фьямметта рассказывает в «Амето», у неё были родственники. Название обители не указано, но судя по всему, это был бенедиктинский монастырь святого Михаила. Там она обратила на себя внимание некоего дворянина, который при содействии короля Роберта добился её руки. Имя мужа Марии не сохранилось.
Но по сути, как подытоживают современные исследователи творчества писателя, соответствие боккачиевской Фьямметты реальному историческому лицу является легендой, которая, хотя и успела стать элементом классического восприятия Боккаччо, тем не менее, некоторыми критикуется: «Помимо полного отсутствия какого-либо упоминания или даже ссылки на столь необычного персонажа, как дочь короля, в генеалогическом древе и просто фамильных документах семьи Аквино, факт существования обольстительной фигуры Фьямметты находится под вопросом, и, скорее всего, она является абсолютно выдуманным и сконструированным образом, полностью основанном на литературных канонах этого времени, канонах, которые скрупулёзно диктовали детали развития сюжета и детали любовной истории, как для самого Боккаччо, так и для Фьямметты (которая, согласно этим традициям, должна оставаться вечно юной — так, в „Филоколо“ она родилась в 1310 году, в „Комедии“, судя по указанному возрасту — после 1313, в „Декамероне“ — после 1321)».

### Исторические личности
- Возможная мать — Маргарита. В одной из итальянских генеалогий упоминается правнучка императора Священной Римской империи Фридриха II Гогенштауфен от незаконной дочери Маргариты Швабской (ок. 1230—1298) и Томмазо II Аквино, графа Ачерра (1273) — Маргерита Аквино (после 1328), была замужем три раза. Вышеназванный граф Томмазо III Аквинский был её старшим братом. Она считается любовницей короля Роберта I Сицилийского и, предположительно, могла быть матерью Марии Аквино[20].
- Мария, дочь Елены? Историками литературы никак не упоминается известная из генеалогических таблиц некая незаконная дочь короля Роберта от неизвестной женщины, настоящим именем которой, предположительно, было Елена. Эта дочь короля упоминается как супруга некоего Andrea Thopia (1340), владетеля Matija (совр. область Мат, Албания), подконтрольной в то время Неаполю. У этой пары было трое детей: князь Албании Каролус Топиа, лорд Дураццо, Доминик Топиа, епископ Дураццо и архиепископ Зары, а также Георг[21].
- Некая Мария Аквино была казнена в 1382 году по приказу Карла, герцога Дураццо, будущего короля Неаполя, по обвинению в соучастии в преступлениях Джованны I, внучки Роберта Анжуйского, и причастности к смерти Андрея, герцога Калабрийского и князя Венгерского в 1345 году[22].

## В произведениях других авторов

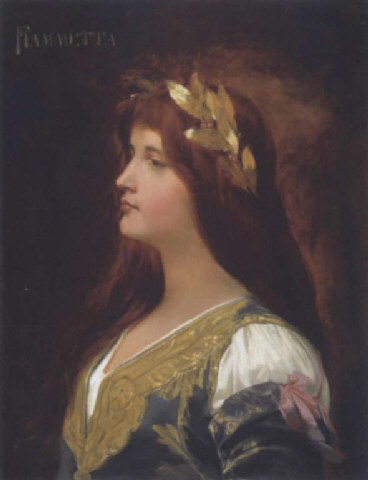
Картина Лефевра

- Прерафаэлит Данте Габриэль Россетти написал картину «Видение Фьямметты», а также посвятил ей сонет «Fiametta. For a Picture».
- Прерафаэлит Эмма Сэндис
- Картина французского салонного живописца Лефевра «Фьямметта»
- Картина британца William Clarke Wontner
- Скульптурный бюст викторианского мастера Francis Derwent Wood
- Оперетта «Боккаччо» Франца фон Зуппе — один из персонажей (см. дуэт Боккаччо и Фиаметты, mp3)